# Ведомственные награды Российской Федерации
Ведомственные награды Российской Федерации — награды федеральных органов исполнительной власти Российской Федерации. Награды предназначены для поощрения сотрудников учреждений, организаций и предприятий соответствующих ведомств, а также иных граждан Российской Федерации и граждан иностранных государств.
Ведомственные награды следует отличать от государственных, правительственных, а также юбилейных и иных наград Российской Федерации, вручаемых по нормативным актам Президента Российской Федерации.

## Награды Федеральной службы войск национальной гвардии Российской Федерации
| Изображение награды | Название | Дата учреждения | Примечания                                                                                           |
| ------------------- | --- | --------------- | --- |
|                     | Почётное звание «Почётный сотрудник Росгвардии» | 14 февраля 2017 | Высший ведомственный знак отличия Федеральной службы войск национальной гвардии Российской Федерации |
|                     | Медаль «За боевое отличие» | 14 февраля 2017 | |
|                     | Медаль «За проявленную доблесть» I, II и III степени | 22 августа 2017 | |
|                     | Медаль «За разминирование» | 14 февраля 2017 | |
|                     | Медаль «За спасение» | 14 февраля 2017 | |
|                     | Медаль «Генерал от инфантерии Е. Ф. Комаровский» | 17 июня 2019    | |
|                     | Медаль «Генерал армии Яковлев» | 23 января 2018  | |
|                     | Медаль «Ветеран службы» | 14 февраля 2017 | |
|                     | Медаль «За боевое содружество» | 14 февраля 2017 | |
|                     | Медаль «За заслуги в укреплении правопорядка» | 14 февраля 2017 | |
|                     | Медаль «За заслуги в труде» | 14 февраля 2017 | |
|                     | Медаль «За отличие в службе» I, II и III степени | 14 февраля 2017 | |
|                     | Медаль «За особые достижения в учёбе» | 14 февраля 2017 | |
|                     | Медаль «За содействие» | 14 февраля 2017 | |
|                     | Памятная медаль «100 лет со дня образования финансово-экономической службы» | 28 августа 2018 | |
|                     | Памятная медаль «50 лет Главному организационно-мобилизационному управлению» | 31 июля 2018    | |
|                     | Памятная медаль «50 лет со дня образования подразделений государственного контроля и лицензионно-разрешительной работы» | 23 января 2019  | |
|                     | Памятная медаль «5 лет Федеральной службе войск национальной гвардии Российской Федерации и 210 лет войскам правопорядка России» | 15 марта 2021   | |
|                     | Памятная медаль «Участнику специальной военной операции» | 26 мая 2022     | |
|                     | Нагрудный знак «За отличие в службе в особых условиях» | 14 февраля 2017 | |
|                     | Нагрудный знак «За отличие в службе» I и II степени | 14 февраля 2017 | |
|                     | Нагрудный знак «Участник боевых действий» | 14 февраля 2017 | |
|                     | Памятный нагрудный знак "Федеральной службы войск национальной гвардии Российской Федерации «100 лет со дня образования 1 полка Отдельной орденов Жукова, Ленина и Октябрьской Революции Краснознамённой дивизии оперативного назначения имени Ф. Э. Дзержинского войск национальной гвардии Российской Федерации» | 5 декабря 2017  | |
|                     | Знак отличия «Отличник службы в воинских частях оперативного назначения и специальных моторизованных воинских частях» | 2 апреля 2018   | |
|                     | Знак отличия «Отличник службы в воинских частях, выполняющих задачи по охране важных государственных объектов, специальных грузов, сооружений на коммуникациях» | 2 апреля 2018   | |
|                     | Знак отличия «Отличник службы в воинских частях специального назначения, разведывательных воинских частях» | 2 апреля 2018   | |
|                     | Знак отличия «Отличник службы в авиационных воинских частях» | 2 апреля 2018   | |
|                     | Знак отличия «Отличник службы в морских воинских частях» | 2 апреля 2018   | |
|                     | Знак отличия «Отличник службы в артиллерийских воинских частях» | 2 апреля 2018   | |
|                     | Знак отличия «Отличник службы в инженерных воинских частях» | 2 апреля 2018   | |
|                     | Знак отличия «Отличник службы в воинских частях (подразделениях) связи и автоматизации» | 2 апреля 2018   | |
|                     | Знак отличия «Отличник службы в воинских частях (подразделениях) радиационной, химической и биологической защиты» | 2 апреля 2018   | |
|                     | Знак отличия «Отличник службы в кинологических воинских частях (подразделениях)» | 2 апреля 2018   | |
|                     | Знак отличия «Отличник службы в воинских частях (подразделениях) технического обеспечения» | 2 апреля 2018   | |
|                     | Знак отличия «Отличник службы в воинских частях (подразделениях) тылового обеспечения» | 2 апреля 2018   | |
|                     | Знак отличия «Отличник службы в военных оркестрах» | 2 апреля 2018   | |
|                     | Знак отличия «Отличник службы в медицинских воинских частях» | 2 апреля 2018   | |
|                     | Знак отличия «Отличник службы в финансово-экономических подразделениях» | 2 апреля 2018   | |
|                     | Знак отличия «Отличник службы в органах управления» | 2 апреля 2018   | |
|                     | Знак отличия «Отличник службы в организациях вневедомственной охраны» | 2 апреля 2018   | |
|                     | Знак отличия «Отличник караульной службы» | 2 апреля 2018   | |
|                     | Знак отличия «Отличник боевой службы» трёх степеней — I, II, III степени | 2 апреля 2018   | |
|                     | Памятный нагрудный знак «50 лет со дня образования Центрального музея войск национальной гвардии Российской Федерации» | 21 июня 2018    | |
|                     | Памятный знак «50 лет со дня образования подразделений государственного контроля и лицензионно-разрешительной работы» | 23 января 2019  | |
|                     | Нагрудный знак «За отличие в учёбе» две степеней — I, II степени | 1 июня 2019     | |

## Награды Федеральной службы безопасности Российской Федерации
Медали в разделе ниже размещены в правильном порядке очерёдности, установленной в соответствии с последним приказом директора ФСБ России

| Медаль | Название | Дата учреждения  | Описание |
| ------ | --- | ---------------- | -------- |
|        | Медаль «За заслуги в контрразведке»                                                                                | 29 июля 2004     |          |
|        | Медаль «За заслуги в борьбе с терроризмом»                                                                         | 31 января 2005   |          |
|        | Медаль «За заслуги в обеспечении экономической безопасности»                                                       | 31 января 2005   |          |
|        | Медаль «За заслуги в разведке»                                                                                     | 12 мая 2004      |          |
|        | Медаль «За заслуги в пограничной деятельности»                                                                     | 31 января 2005   |          |
|        | Медаль «За заслуги в обеспечении информационной безопасности»                                                      | 16 июня 2006     |          |
|        | Медаль «За отличие в специальных операциях»                                                                        | 4 октября 2001   |          |
|        | Знак отличия «За храбрость»                                                                                        | октября 2005     |          |
|        | Медаль «За доблесть»                                                                                               | 10 сентября 2010 |          |
|        | Медаль «За усердие»                                                                                                | 20 апреля 2011   |          |
|        | Медаль «За отличие в контрразведке»                                                                                |                  |          |
|        | Медаль «За отличие в разведке»                                                                                     |                  |          |
|        | Медаль «За отличие в борьбе с терроризмом»                                                                         |                  |          |
|        | Медаль «За отличие в обеспечении экономической безопасности»                                                       |                  |          |
|        | Медаль «За отличие в пограничной деятельности»                                                                     |                  |          |
|        | Медаль «За отличие в обеспечении информационной безопасности»                                                      |                  |          |
|        | Медаль «За участие в контртеррористической операции»                                                               | 4 октября 2001   |          |
|        | Медаль «За отличие в труде»                                                                                        | сентябрь 2006    |          |
|        | Медаль «За боевое содружество»                                                                                     | 4 октября 2001   |          |
|        | Медаль «За отличие в военной службе» (ФСБ) трёх степеней — I, II, III степени                                      | 16 июня 1997     |          |
|        | Медаль «За взаимодействие с ФСБ России»                                                                            | 14 ноября 2002   |          |
|        | Нагрудный знак «Почётный сотрудник контрразведки»                                                                  | 22 марта 1994    |          |
|        | Нагрудный знак «За службу в контрразведке» трёх степеней — I, II, III степени                                      | 12 июля 1994     |          |
|        | Нагрудный юбилейный памятный знак в честь 100-летия со дня образования Органов государственной безопасности России | 20 декабря 2017  |          |
|        | Нагрудный знак отличия управления ФСБ России по городу Москве и Московской области                                 | ????             |          |
|        | Знак отличия военной контрразведки ФСБ России «За содружество»                                                     | 2016             |          |
|        | Знак отличия «За личные заслуги в контрразведывательном обеспечении Вооружённых Сил Российской Федерации»          | 2016             |          |
|        | Нагрудный знак «Департамент военной контрразведки»                                                                 | 2002             |          |
|        | Нагрудный знак «За отличие»                                                                                        | 2013             |          |
|        | Нагрудный знак «За службу в военной контрразведке»                                                                 | 2008             |          |
|        | Нагрудный знак «Ветеран военной контрразведки»                                                                     | 2015             |          |
|        | Юбилейный нагрудный знак «100 лет военной контрразведке»                                                           | ????             |          |
|        | Премия ФСБ России                                                                                                  | 7 февраля 2006   |          |

### Награды Пограничной службы Федеральной службы безопасности Российской Федерации
| Медаль                         | Название                                                                     | Дата учреждения | Описание                                                                                                   |
| ------------------------------ | ---------------------------------------------------------------------------- | --------------- | --- |
| Знак I степени Знак II степени | Знак отличия «За заслуги в пограничной службе» двух степеней — I, II степени | 9 февраля 1995  | |
|                                | Знак «За службу в Таджикистане»                                              | 18 февраля 1995 | Упразднён в 2005 году, в связи с официальным выводом российского пограничного контингента из Таджикистана. |
|                                | Знак «За службу на Кавказе»                                                  | 18 февраля 1995 | |
|                                | Знак «За службу в Заполярье»                                                 | 1 апреля 1997   | |
|                                | Знак «За службу на дальнем востоке»                                          | 1 апреля 1997   | |
|                                | Знак «За службу на Чукотке»                                                  | ???             | |
|                                | Знак отличия «Отличник Погранслужбы» — I, II и III степени                   | 31 января 1996  | |
|                                | Нагрудный знак «Почётный сотрудник пограничной службы ФСБ России»            | 30 июня 2000    | |

## Награды Федеральной службы охраны Российской Федерации
| Медаль | Название                                                                  | Дата учреждения | Описание |
| ------ | ------------------------------------------------------------------------- | --------------- | -------- |
|        | Медаль «За отличие при выполнении специальных заданий»                    | 19 августа 2005 |          |
|        | Медаль «За воинскую доблесть»                                             | 19 августа 2005 |          |
|        | Медаль «За боевое содружество»                                            | 29 марта 2003   |          |
|        | Медаль «За отличие в труде»                                               | 19 августа 2005 |          |
|        | Медаль «Ветеран федеральных органов государственной охраны»               | 19 августа 2005 |          |
|        | Памятная юбилейная медаль «125 лет органам государственной охраны России» | ? 2006          |          |
|        | Памятная юбилейная медаль «130 лет органам государственной охраны России» | ? 2011          |          |
|        | Памятная юбилейная медаль «70 лет Президентскому полку»                   | 12 декабря 2005 |          |
|        | Памятная юбилейная медаль «80 лет Президентскому полку»                   | 8 апреля 2016   |          |
|        | Памятная юбилейная медаль «100 лет органам государственной безопасности»  | 2017            |          |
|        | Медаль «За отличие в военной службе» трёх степеней — I, II, III степени   | 5 декабря 1997  |          |
|        | Нагрудный знак «Почётный сотрудник Федеральной службы охраны»             | ?               |          |
|        | Нагрудный знак «За честь и достоинство в службе Отечеству»                | ?               |          |
|        | Нагрудный знак «За службу в ФСО России»                                   | ?               |          |
|        | Нагрудный знак «25 лет безупречной службы»                                | ?               |          |
|        | Нагрудный знак «За заслуги»<br>''трёх степеней'' — I, II, III степени     | ?               |          |
|        | Нагрудный знак «Отличник ФСО России»                                      | ?               |          |
|        | Памятный знак «Директора ФСО России»                                      | ?               |          |

## Награды Службы внешней разведки Российской Федерации
| Изображение награды | Название                                                                | Дата учреждения | Примечания |
| ------------------- | ----------------------------------------------------------------------- | --------------- | ---------- |
|                     | Медаль «За заслуги» (СВР)                                               | 1 апреля 2000   |            |
|                     | Медаль «Ветеран Службы»                                                 | 1 марта 2004    |            |
|                     | Медаль «За отличие» (СВР)                                               | апреле 2005     |            |
|                     | Медаль «За взаимодействие» (СВР)                                        | 1 ноября 2004   |            |
|                     | Медаль «За отличие в военной службе» трёх степеней — I, II, III степени | 14 ноября 1995  |            |
|                     | Медаль «За трудовое отличие» (СВР)                                      | 19 апреля 2005  |            |
|                     | Премия СВР России                                                       | 6 января 2000   |            |
|                     | Почётный нагрудный знак «За службу в разведке»                          | 14 июля 1990    |            |
|                     | Нагрудный знак «За научные достижения»                                  | сентября 2002   |            |
|                     | Юбилейный нагрудный знак «75 лет ИНО-ПГУ-СВР»                           | апреля 1995     |            |
|                     | Юбилейный нагрудный знак «80 лет ИНО-ПГУ-СВР»                           | апреля 2000     |            |
|                     | Юбилейный нагрудный знак «85 лет ИНО-ПГУ-СВР»                           | апреля 2005     |            |
|                     | Юбилейный нагрудный знак «90 лет ИНО-ПГУ-СВР»                           | апреля 2010     |            |
|                     | Юбилейный нагрудный знак «95 лет ИНО-ПГУ-СВР»                           | апреля 2015     |            |

## Награды Главного управления спецпрограмм президента Российской Федерации
| Изображение награды | Название | Дата учреждения | Примечания |
| ------------------- | --- | --------------- | ---------- |
|                     | Нагрудный Знак «Почётный сотрудник Главного управления специальных программ президента Российской Федерации» | 28 декабря 2001 |            |
|                     | Нагрудный Знак «Почётный сотрудник Службы специальных объектов при президенте Российской Федерации»          | 24 февраля 2016 |            |
|                     | Медаль «За содействие в обеспечении специальных программ»                                                    | 30 апреля 2004  |            |
|                     | Медаль «За заслуги»                                                                                          | 24 февраля 2016 |            |
|                     | Медаль «За Боевое Содружество»                                                                               | 12 февраля 2004 |            |
|                     | Медаль «За отличие в военной службе» трёх степеней — I, II, III степени                                      | 28 декабря 2001 |            |
|                     | Медаль «Ветеран Службы»                                                                                      | 2 июня 2004     |            |
|                     | Медаль «За трудовую доблесть»                                                                                | 28 декабря 2001 |            |
|                     | Медаль «Ветеран ГУСП»                                                                                        | 16 апреля 2004  |            |
|                     | Нагрудный Знак «За службу на спецобъектах» трёх степеней — I, II, III степени                                | 24 февраля 2016 |            |
|                     | Юбилейный нагрудный знак «ГУСП XXV»                                                                          | ?               |            |
|                     | Юбилейный нагрудный знак «ГУСП XXX»                                                                          | ?               |            |

## Награды МЧС России
| Медаль | Название                                                                                           | Дата учреждения | Описание              |
| ------ | -------------------------------------------------------------------------------------------------- | --------------- | --------------------- |
|        | Знак отличия — Крест «За доблесть»                                                                 | 30 апреля 2005  |                       |
|        | Медаль «За отличие в ликвидации последствий чрезвычайной ситуации»                                 | 18 июля 2005    |                       |
|        | Медаль «За спасение на пожаре»                                                                     | 6 декабря 2021  |                       |
|        | Медаль «За отвагу на пожаре»                                                                       | 6 декабря 2002  | Отменена с 05.10.2018 |
|        | Медаль «За разминирование»                                                                         | 18 июля 2005    |                       |
|        | Медаль «За спасение погибающих на водах»                                                           | 6 декабря 2010  |                       |
|        | Медаль «За безупречную службу»                                                                     | 18 декабря 2000 |                       |
|        | Медаль «За содружество во имя спасения»                                                            | 18 июля 2005    |                       |
|        | Медаль «За пропаганду спасательного дела»                                                          | 10 октября 2005 |                       |
|        | Медаль «XV лет МЧС России»                                                                         | 21 октября 2005 |                       |
|        | Медаль «XX лет МЧС России»                                                                         | 6 декабря 2010  |                       |
|        | Медаль «XXV лет МЧС России»                                                                        | 8 декабря 2014  |                       |
|        | Медаль «XXX лет МЧС России»                                                                        | 8 апреля 2020   |                       |
|        | Медаль «За отличие в военной службе» трёх степеней — I, II, III степени                            | 27 марта 1996   |                       |
|        | Медаль «За отличие в службе» трёх степеней — I, II, III степени                                    | 6 апреля 2005   |                       |
|        | Медаль «За усердие»                                                                                | 6 декабря 2010  |                       |
|        | Знак отличия МЧС России «Почётный наставник МЧС России»                                            | 8 апреля 2020   |                       |
|        | Знак отличия «За службу в авиации МЧС России»                                                      | 6 декабря 2010  |                       |
|        | Медаль «За предупреждение пожаров»                                                                 | 6 декабря 2010  |                       |
|        | Медаль «За особый вклад в обеспечение пожарной безопасности особо важных государственных объектов» | 6 декабря 2010  |                       |
|        | Медаль «200 лет профессиональной пожарной охране Москвы»                                           | 2004            |                       |
|        | Памятная медаль МЧС России «Маршал Василий Чуйков»                                                 | 6 декабря 2010  |                       |
|        | Памятная медаль МЧС России «Генерал армии Алтунин»                                                 | 8 апреля 2020   |                       |
|        | Памятная медаль «75 лет гражданской обороне»                                                       | 24 августа 2007 |                       |
|        | Памятная медаль «85 лет гражданской обороне»                                                       | 2017 год        |                       |
|        | Памятная медаль МЧС России «Пожарная охрана на службе людей. 1918—2018.»                           | 8 апреля 2020   |                       |
|        | Памятная медаль «100 лет Санкт-Петербургскому университету ГПС МЧС России»                         | 27 июня 2006    |                       |
|        | Памятная медаль «50 лет журналу „Гражданская защита“»                                              | 24 августа 2006 |                       |
|        | Медаль «Участнику чрезвычайных гуманитарных операций»                                              | 27 декабря 1995 |                       |
|        | Медаль «Участнику ликвидации пожаров 2010 года»                                                    | 6 декабря 2010  |                       |
|        | Медаль «Участник парада победы на Красной Площади»                                                 | 2010            |                       |
|        | Нагрудный знак «Почетный сотрудник МЧС России»                                                     | 6 декабря 2010  |                       |
|        | Нагрудный знак «Почётный знак МЧС России»                                                          | 25 марта 1998   |                       |
|        | Нагрудный знак «Участнику ликвидации последствий ЧС»                                               | 25 марта 1998   |                       |
|        | Нагрудный знак «За заслуги»                                                                        | 25 марта 1998   |                       |
|        | Нагрудный знак «За отличие»                                                                        | 6 декабря 2012  |                       |
|        | Нагрудный знак «Лучший работник пожарной охраны»                                                   | 3 августа 2005  |                       |
|        | Нагрудный знак «Лучший инспектор ГПН МЧС России»                                                   | 14 апреля 2006  |                       |
|        | Нагрудный знак «Ветеран МЧС России»                                                                | 6 декабря 2010  |                       |
|        | Нагрудный знак «Ветеран авиации МЧС России»                                                        | 14 апреля 2002  |                       |
|        | Нагрудный знак «Отличник спасательных воинских формирований»                                       | 6 декабря 2010  |                       |
|        | Нагрудный знак «Отличный пожарный»                                                                 | 3 августа 2005  |                       |
|        | Нагрудный знак «Отличник ГИМС МЧС России»                                                          | 19 декабря 2005 |                       |
|        | Нагрудный знак МЧС России «Отличник ВГСЧ МЧС России»                                               | 8 апреля 2020   |                       |
|        | Нагрудный знак «Отличник авиации»                                                                  | 14 апреля 2002  |                       |
|        | Нагрудный знак «Отличник войск гражданской обороны»                                                | 3 августа 2005  |                       |
|        | Памятная медаль «90 лет гражданской обороне»                                                       | 22 июля 2022    |                       |
|        | Памятная медаль «100 лет горноспасательной службе»                                                 | 22 июля 2022    |                       |
|        | Памятная медаль «75 лет специальным подразделениям федеральной противопожарной службы»             | 22 июля 2022    |                       |
|        | Памятная медаль «85 лет ФГБУ ВНИИПО МЧС России»                                                    | 22 июля 2022    |                       |
|        | Нагрудный знак «Отличный спасатель»                                                                | 22 июля 2022    |                       |

## Награды Государственной фельдъегерской службы Российской Федерации
| Медаль | Название                                                                                      | Дата учреждения | Описание      |
| ------ | --------------------------------------------------------------------------------------------- | --------------- | ------------- |
|        | Крест «За заслуги»                                                                            | 3 марта 2004    |               |
|        | Медаль «За усердие» два степеней — I, II степени                                              | 3 марта 2004    |               |
|        | Медаль «За верность долгу»                                                                    | 31 августа 2001 |               |
|        | Медаль «За содействие»                                                                        | 18 мая 2006     |               |
|        | Медаль «Генерал-лейтенант внутренней службы Б. И. Краснопевцев»                               | 16 апреля 2010  |               |
|        | Медаль «Ветеран фельдъегерской службы»                                                        | 22 октября 2004 |               |
|        | Медаль «За трудовую доблесть»                                                                 | 16 апреля 2010  |               |
|        | Медаль «За службу» трёх степеней — I, II, III степени                                         | 31 августа 2001 |               |
|        | Почётный знак Государственной фельдъегерской службы Российской Федерации                      | 3 марта 2004    |               |
|        | нагрудный знак «За отличие»                                                                   | 14 апреля 1998  |               |
|        | Почётный знак «Почётный Сотрудник Государственной фельдъегерской службы Российской Федерации» | 16 апреля 2010  |               |
|        | Знак отличия «XXV лет безупречной службы в фельдъегерской связи»                              | 22 июля 2005    | Тип 1 награды |
|        | Знак отличия «XXV лет безупречной службы в фельдъегерской связи»                              | 16 апреля 2010  | Тип 2 награды |
|        | Знак отличия «XXX лет безупречной службы в фельдъегерской связи»                              | 16 апреля 2010  |               |
|        | Нагрудный знак «210 лет Российской фельдъегерской связи»                                      | 22 июля 2005    |               |
|        | Памятный знак «220 лет Российской фельдъегерской связи»                                       | 2 августа 2016  |               |

## Награды Федеральной таможенной службы
| Медаль | Лента | Название                                                | Дата учреждения | Описание |
| ------ | ----- | ------------------------------------------------------- | --------------- | -------- |
|        |       | Медаль «Дмитрий Бибиков»                                | 7 сентября 2012 |          |
|        |       | Медаль «За доблесть»                                    | 26 марта 2001   |          |
|        |       | Медаль «За усердие»                                     | 26 марта 2001   |          |
|        |       | Медаль «За укрепление таможенного содружества»          | 26 марта 2001   |          |
|        |       | Медаль «За службу» трёх степеней — I, II, III степени   | 26 марта 2001   |          |
|        |       | Юбилейный медаль «25 лет Федеральной таможенной службе» | 1 июня 2016     |          |
|        |       | Нагрудный знак «Почётный таможенник России»             | 1 октября 2004  |          |
|        |       | Нагрудный знак «За особые отличия»                      | 7 сентября 2012 |          |
|        |       | Нагрудный знак «Отличник таможенной службы»             | 1 октября 2004  |          |
|        |       | Нагрудный знак «За развитие таможенной службы России»   | 1 октября 2004  |          |
|        |       | Нагрудный знак «Ветеран таможенной службы»              | 26 марта 2001   |          |
|        |       | Юбилейный нагрудный знак «10 лет ГТК России»            | 1 октября 2004  |          |

## Награды Министерства юстиции Российской Федерации
Ведомственные знаки отличия Министерства юстиции Российской Федерации, Федеральной службы исполнения наказаний и Федеральной службы судебных приставов.

## Награды Прокуратуры Российской Федерации
| Медаль | Название                                                             | Дата учреждения             | Примечания |
| ------ | -------------------------------------------------------------------- | --------------------------- | ---------- |
|        | Знак отличия «За верность закону» трёх степеней — I, II, III степени | 6 апреля 2007               |            |
|        | Медаль «За взаимодействие»                                           | 6 апреля 2007               |            |
|        | Медаль «Ветеран прокуратуры»                                         | 6 апреля 2007               |            |
|        | Нагрудный знак «Почётный работник прокуратуры Российской Федерации»  | 10 января 2007              |            |
|        | Нагрудный знак «За безупречную службу»                               | 2 февраля 2007              |            |
|        | Медаль «290 лет прокуратуре России»                                  | 25 ноября 2011              |            |
|        | Медаль Руденко                                                       | 18 марта 2015               |            |
|        | Медаль Ягужинского                                                   | 15 декабря 2017             |            |
|        | Медаль «За укрепление боевого содружества»                           | 6 апреля 2007 / 5 июля 2017 |            |

### Награды Следственного комитета при Прокуратуре Российской Федерации
| Медаль | Название                                                                                       | Дата учреждения | Примечания |
| ------ | ---------------------------------------------------------------------------------------------- | --------------- | --- |
|        | Медаль «За верность служебному долгу»                                                          | 8 августа 2008  | В связи с образованием Следственного комитета Российской Федерации, ставшего правопреемником Следственного комитета при прокуратуре Российской Федерации, вместо данной медали учреждена аналогичная медаль с идентичной лентой, но с измененным внешним видом. В соответствии с приказом Следственного комитета Российской Федерации от 15 июля 2011 № 111 признан утратившим силу приказ Следственного комитета при прокуратуре Российской Федерации от 8 августа 2008 № 69. |
|        | Медаль «Доблесть и отвага»                                                                     | 8 августа 2008  | В связи с образованием Следственного комитета Российской Федерации, ставшего правопреемником Следственного комитета при прокуратуре Российской Федерации, вместо данной медали учреждена аналогичная медаль с идентичной лентой, но с измененным внешним видом. |
|        | Медаль «За заслуги»                                                                            | 8 августа 2008  | В связи с образованием Следственного комитета Российской Федерации, ставшего правопреемником Следственного комитета при прокуратуре Российской Федерации, вместо данной медали учреждена аналогичная медаль с идентичной лентой, но с измененным внешним видом. |
|        | Медаль «За отличие»                                                                            | 8 августа 2008  | В связи с образованием Следственного комитета Российской Федерации, ставшего правопреемником Следственного комитета при прокуратуре Российской Федерации, вместо данной медали учреждена аналогичная медаль с идентичной лентой, но с измененным внешним видом. |
|        | Знак отличия «За участие в противодействии агрессии в Южной Осетии»                            | 1 июля 2009     | В настоящее время статус медали не ясен, так как после образования Следственного комитета Российской Федерации, ставшего правопреемником Следственного комитета при прокуратуре Российской Федерации, приказ Следственного комитета при прокуратуре Российской Федерации от 8 августа 2008 № 69 «О нагрудном знаке и знаках отличия Следственного комитета при прокуратуре Российской Федерации», приказом Следственного комитета Российской Федерации от 15 июля 2011 № 111 признан утратившим силу. Вместе с тем в приказе № 111 статус приказа Следственного комитета при прокуратуре Российской Федерации от 1 июля 2009 № 20 не определён. |
|        | Медаль «За безупречную службу» трёх степеней — I, II, III степени                              | 8 августа 2008  | В связи с образованием Следственного комитета Российской Федерации, ставшего правопреемником Следственного комитета при прокуратуре Российской Федерации, вместо данной медали учреждена аналогичная медаль с идентичной лентой, но с измененным внешним видом. |
|        | Медаль «За содействие»                                                                         | 8 августа 2008  | В связи с образованием Следственного комитета Российской Федерации, ставшего правопреемником Следственного комитета при прокуратуре Российской Федерации, вместо данной медали учреждена аналогичная медаль с идентичной лентой, но с измененным внешним видом. |
|        | Медаль «Ветеран следственных органов»                                                          | 8 августа 2008  | В связи с образованием Следственного комитета Российской Федерации, ставшего правопреемником Следственного комитета при прокуратуре Российской Федерации, вместо данной медали учреждена аналогичная медаль с идентичной лентой, но с измененным внешним видом. |
|        | Знак отличия «За усердие в службе»                                                             | 8 августа 2008  | |
|        | Нагрудный знак «Почётный работник Следственного комитета при прокуратуре Российской Федерации» | 8 августа 2008  | |

## Награды Следственного комитета Российской Федерации
| Медаль | Название                                                                        | Дата учреждения | Примечания |
| ------ | ------------------------------------------------------------------------------- | --------------- | ---------- |
|        | Медаль «За верность служебному долгу»                                           | 15 июля 2011    |            |
|        | Медаль «Доблесть и отвага»                                                      | 15 июля 2011    |            |
|        | Медаль «За заслуги»                                                             | 15 июля 2011    |            |
|        | Медаль «За отличие»                                                             | 15 июля 2011    |            |
|        | Медаль «За безупречную службу» трёх степеней — I, II, III степени               | 15 июля 2011    |            |
|        | Медаль «За содействие»                                                          | 15 июля 2011    |            |
|        | Медаль «Ветеран следственных органов»                                           | 15 июля 2011    |            |
|        | Медаль «За усердие в службе»                                                    | 15 июля 2011    |            |
|        | Нагрудный знак «Почётный сотрудник Следственного комитета Российской Федерации» | 15 июля 2011    |            |
|        | Знак отличия «Отличник следственных органов»                                    | 15 июля 2011    |            |
|        | Знак отличия «Лучший следователь»                                               | 15 июля 2011    |            |
|        | Медаль «300 лет первой следственной канцелярии России»                          | 21 июня 2013    |            |
|        | Знак отличия «За службу закону»                                                 | 23 июня 2014    |            |

## Награды Министерства спорта Российской Федерации
| Медаль | Название | Дата учреждения                                      | Примечания |
| ------ | --- | ---------------------------------------------------- | --- |
|        | Почётный знак «За заслуги в развитии физической культуры и спорта»                                                          | 1974, в России — 25 мая 1995                         | Высшая ведомственная награда Министерства спорта РФ, дающая право на присвоение звания «Ветеран труда». Носится на шейной ленте. |
|        | Медаль Сергея Павлова «За заслуги в управлении физической культуры и спортом»                                               | 01 марта 2024 г., приказ Минспорта России №240       | Предшествующая награда: выше всех других наград, носящихся на колодке (медалей). Медалью награждаются лица, замещающие государственные должности Российской Федерации в области физической культуры и спорта, государственные и общественные деятели за исключительные заслуги и достижения в сфере физической культуры и спорта, значительный вклад в разработку и реализацию государственной политики и в нормативно-правовое регулирование в сфере деятельности Министерства спорта Российской Федерации. |
|        | Медаль Петра Лесгафта «За заслуги в спортивной науке и образовании»                                                         | 29 марта 2005 г.                                     | Предшествующая награда: иерархия не установлена. Обязательно наличие Благодарности Министра и Почетной грамоты Министерства. Медалью награждаются лица за большой личный вклад в развитие спортивной науки и образования. |
|        | Медаль Николая Озерова «За пропаганду физической культуры и спорта»                                                         | 29 марта 2005 г.                                     | Предшествующая награда: иерархия не установлена. Обязательно наличие Благодарности Министра и Почетной грамоты Министерства. Медалью награждаются граждане Российской Федерации за пропаганду физической культуры и спорта. |
|        | Медаль Анатолия Тарасова «За подготовку и воспитание чемпионов»                                                             | 11 мая 2023 г.                                       | Предшествующая награда: иерархия не установлена. Обязательно наличие Благодарности Министра и Почетной грамоты Министерства. Медалью награждаются тренеры, тренеры-преподаватели за особые личные заслуги и достижения. |
|        | Медаль Льва Яшина "За выдающиеся спортивные достижения"                                                                     | 11 мая 2023 г.                                       | Предшествующая награда: иерархия не установлена. Обязательно наличие Благодарности Министра и Почетной грамоты Министерства. Медалью награждаются спортсмены за особые личные заслуги и достижения. |
|        | Памятная медаль «80 лет Госкомспорту России»                                                                                | 27 июня 2003 года, приказ Госкомспорта № 465         | Иерархия не установлена (юбилейная медаль) |
|        | Юбилейная медаль, посвященная 100-летию образования государственного органа управления в сфере физической культуры и спорта | 27 июля 2023 года, приказ Минспорта России № 511     | Иерархия не установлена (юбилейная медаль) |
|        | Нагрудный знак «Отличник физической культуры и спорта»                                                                      | 1946, в России — 25 мая 1995                         | Предшествующая награда: Почётная грамота Министерства спорта Российской федерации |
|        | Почётная грамота Министерства спорта Российской федерации                                                                   | 25 сентября 2006 г.                                  | Предшествующая награда: Благодарность Министра спорта Российской Федерации |
|        | Благодарность Министра спорта Российской Федерации                                                                          | 20 января 2009 г.                                    | Нет |
|        | Знак отличия Министерства спорта Российской Федерации «Почётный наставник»                                                  | 04 декабря 2019 года, приказ Минспорта России № 1025 | |
|        | Нагрудный знак к почётному званию «Заслуженный мастер спорта России»                                                        | 25 мая 1995 г.                                       | |
|        | Нагрудный знак к почётному званию «Заслуженный тренер России»                                                               | 25 мая 1995 г.                                       | |
|        | Нагрудный знак к почётному званию «Почётный спортивный судья России»                                                        | 25 сентября 2006 г.                                  | |

## Награды Министерства просвещения Российской Федерации
| Медаль | Название                                                                                         | Дата учреждения | Примечания |
| ------ | ------------------------------------------------------------------------------------------------ | --------------- | ---------- |
|        | Медаль К. Д. Ушинского                                                                           | 6 октября 2004  |            |
|        | нагрудный знак «Почётный работник общего образования Российской Федерации»                       | 6 октября 2004  |            |
|        | нагрудный знак «Почётный работник начального профессионального образования Российской Федерации» | 6 октября 2004  |            |
|        | нагрудный знак «Почётный работник среднего профессионального образования Российской Федерации»   | 6 октября 2004  |            |
|        | нагрудный знак «Почётный работник высшего профессионального образования Российской Федерации»    | 6 октября 2004  |            |
|        | нагрудный знак «Почётный работник науки и техники Российской Федерации»                          | 6 октября 2004  |            |
|        | нагрудный знак «За развитие научно-исследовательской работы студентов»                           | 6 октября 2004  |            |
|        | нагрудный знак «За милосердие и благотворительность»                                             | 6 октября 2004  |            |
|        | нагрудный знак «Почётный работник сферы молодёжной политики»                                     | 6 октября 2004  |            |
|        | Почётная грамота Министерства просвещения Российской Федерации                                   | 6 октября 2004  |            |

## Награды Министерства культуры Российской Федерации
| Медаль | Название                                                                                      | Дата учреждения | Описание |
| ------ | --------------------------------------------------------------------------------------------- | --------------- | --- |
|        | Нагрудный знак «За достижения в культуре»                                                     | 25 февраля 1998 | Упразднён Приказом Министерства культуры и массовых коммуникаций РФ от 20 июля 2005 г. № 311 «О неприменении приказов Министерства культуры Российской Федерации» |
|        | Памятная медаль «Великий русский писатель лауреат Нобелевской премии М. А. Шолохов 1905—2005» | 19 мая 2005     | Награждения медалью проводились до 31 декабря 2005 года. |
|        | Нагрудный знак «За высокие достижения»                                                        | 6 сентября 2006 | |
|        | Памятная медаль «150-летие А. П. Чехова»                                                      | 19 августа 2009 | |
|        | Юбилейная медаль «150 лет учреждения органов охраны памятников истории и культуры»            | 10 марта 2010   | |
|        | Благодарность Министра культуры Российской Федерации                                          | 13 октября 2008 | |
|        | Почетная грамота Министерства культуры Российской Федерации                                   | 13 октября 2008 | |

## Награды Министерства здравоохранения и социального развития Российской Федерации
| Медаль | Название                                                                                  | Дата учреждения | Описание |
| ------ | ----------------------------------------------------------------------------------------- | --------------- | -------- |
|        | Знак отличия «Милосердие»                                                                 | 20 августа 1996 |          |
|        | Нагрудный знак «Отличник здравоохранения»                                                 | 20 августа 1996 |          |
|        | Нагрудный знак «Отличник социально-трудовой сферы»                                        | 20 августа 1996 |          |
|        | Почётная грамота Министерства здравоохранения и социального развития Российской Федерации | 20 августа 1996 |          |
|        | Медаль «За заслуги перед отечественным здравоохранением»                                  | 23 декабря 2002 |          |

## Награды Министерства иностранных дел Российской Федерации
| Медаль | Название                                                                             | Дата учреждения    | Описание |
| ------ | ------------------------------------------------------------------------------------ | ------------------ | -------- |
|        | Памятная медаль А. М. Горчакова                                                      | 6 ноября 1997 года |          |
|        | Нагрудный знак «200 лет Министерству иностранных дел Российской Федерации»           | 2002 год           |          |
|        | Медаль «200 лет Министерству иностранных дел Российской Федерации»                   | 2002 год           |          |
|        | Наградной знак «Почётный работник Министерства иностранных дел Российской Федерации» |                    |          |
|        | Нагрудный знак «За отличие» МИД России                                               | 6 июля 2010 года   |          |
|        | Почётная грамота МИД России                                                          |                    |          |
|        | Нагрудный знак «За взаимодействие» МИД России                                        | 7 апреля 2014 года |          |
|        | Нагрудный знак МИД России «За вклад в международное сотрудничество»                  | 7 апреля 2014 года |          |
|        | Медаль Примакова                                                                     | 16 марта 2016 года |          |

## Награды Федерального космического агентства России
| Медаль | Название                                                      | Дата учреждения | Описание |
| ------ | ------------------------------------------------------------- | --------------- | -------- |
|        | Медаль «40 лет полёта Ю. А. Гагарина»                         | 12 апреля 2001  |          |
|        | Знак Циолковского                                             | 21 января 2008  |          |
|        | Знак Королёва                                                 | 21 января 2008  |          |
|        | Знак Гагарина                                                 | 21 января 2008  |          |
|        | Знак «За обеспечение космических стартов»                     | 21 января 2008  |          |
|        | Знак «За содействие космической деятельности»                 | 21 января 2008  |          |
|        | Знак «За международное сотрудничество в области космонавтики» | 21 января 2008  |          |
|        | Почётная грамота Федерального космического агентства          | 21 января 2008  |          |

## Награды Федеральной службы государственной статистики
| Медаль | Название                                                                               | Дата учреждения | Описание |
| ------ | -------------------------------------------------------------------------------------- | --------------- | -------- |
|        | Медаль «За заслуги в проведении Всероссийской сельскохозяйственной переписи 2006 года» | 16 августа 2006 |          |
|        | Медаль «За заслуги в проведении Всероссийской переписи населения 2010 года»            | 8 октября 2010  |          |

## Награды Министерства транспорта Российской Федерации
| Медаль | Название | Дата учреждения  | Описание |  |
| ------ | --- | ---------------- | --- |  |
|        | Знак отличия «За труд и пользу»                                                                                 | 18 октября 2005  | |  |
|        | Медаль «За заслуги в развитии транспортного комплекса России»                                                   | 18 октября 2005  | |  |
|        | Медаль «Павла Мельникова»                                                                                       | 18 октября 2005  | |  |
|        | Mедаль Августина Бетанкура                                                                                      | 23 сентября 2013 | |  |
|        | Медаль Петра Губонина                                                                                           | 23 сентября 2013 | |  |
|        | Медаль «За взаимодействие»                                                                                      |                  | |  |
|        | Медаль «За заслуги в обеспечении транспортной безопасности»                                                     |                  | |  |
|        | Медаль «За безупречный труд и отличие» — I, II, III степени                                                     | 23 сентября 2013 | |  |
|        | Медаль «За строительство транспортных объектов»                                                                 | 23 сентября 2013 | |  |
|        | Медаль «За развитие транспортной системы Крыма»                                                                 |                  | |  |
|        | Медаль А.А. Николаева                                                                                           |                  | |  |
|        | Нагрудный знак «Почётный работник транспорта России»                                                            | 18 октября 2005  | |  |
|        | Нагрудный знак «Почётный работник госнадзора на транспорте»                                                     | 18 октября 2005  | |  |
|        | Нагрудный знак «Почётный автотранспортник»                                                                      | 18 октября 2005  | |  |
|        | Нагрудный знак «Отличник воздушного транспорта»                                                                 | 18 октября 2005  | |  |
|        | Нагрудный знак «Почётный работник горэлектротранспорта»                                                         | 18 октября 2005  | |  |
|        | Нагрудный знак «Почётный дорожник России»                                                                       | 18 октября 2005  | |  |
|        | Нагрудный знак «Почётный железнодорожник России»                                                                | 30 сентября 2016 | |  |
|        | Нагрудный знак «Почётный работник морского флота»                                                               | 18 октября 2005  | |  |
|        | Нагрудный знак «Почётный полярник»                                                                              | 18 октября 2005  | |  |
|        | Нагрудный знак «Почётный работник промышленного транспорта»                                                     | 18 октября 2005  | |  |
|        | Нагрудный знак «Почётный работник речного флота»                                                                | 18 октября 2005  | |  |
|        | Нагрудный знак «Почётный работник аэронавигации России»                                                         | 23 сентября 2013 | Учреждён приказом Минтранса России от 18.10.2005 № 130. Нагрудным знаком награждаются работники организаций, осуществляющих деятельность в области аэронавигационного обслуживания пользователей воздушного пространства РФ и другие лица, внесшие личный вклад в обеспечение устойчивого функционирования безопасности Единой системы организации воздушного движения и Единой системы авиационно-космического поиска и спасания Российской Федерации, в создание систем и средств радиотехнического, реконструкцию и ремонт объектов обеспечения полетов и управления воздушным движением, разработку и внедрение новых технологий и нормативной базы управления воздушным движением. Для награждения работник должен иметь стаж работы в системе аэронавигационного обслуживания не менее 15 лет, в том числе в данном коллективе — не менее трех лет и в занимаемой должности — не менее двух лет. Также работник должен быть ранее награждён нагрудным знаком отличия «За безаварийное УВД» I степени или Почётной грамотой Министерства транспорта РФ, с даты награждения которыми прошло не менее пяти лет. Не путать с общественной наградой Международного общественного движения «Аэронавигация без границ» «Почётный Аэронавигатор» |  |
|        | Нагрудный знак отличия «За безаварийную работу на железнодорожном транспорте»                                   | 5 августа 2010   | |  |
|        | Нагрудный знак отличия «За безаварийное УВД» пять степеней — I, II, III, IV, V степени                          | 5 августа 2010   | |  |
|        | Нагрудный знак гражданской авиации «За безаварийный налёт часов» трёх степеней — I, II, III степени             | 20 июня 2007     | |  |
|        | Нагрудный знак отличия «За безаварийную работу» трёх степеней — I, II, III степени                              | 20 июня 2007     | |  |
|        | Нагрудный знак отличия «За безаварийную работу на речном транспорте» пять степеней — I, II, III, IV, V степени  | 20 июня 2007     | |  |
|        | Нагрудный знак отличия «За безаварийную работу на морском транспорте» пять степеней — I, II, III, IV, V степени | 20 июня 2007     | |  |
|        | Памятная медаль «XXX лет Байкало-Амурской магистрали»                                                           | 29 июня 2004     | |  |
|        | Памятная медаль «40 лет Байкало-Амурской магистрали»                                                            | 5 ноября 2013    | |  |
|        | Памятный знак «85 лет гражданской авиации»                                                                      | 1 ноября 2007    | |  |
|        | Юбилейная медаль «В память 60-летия Улан-Баторской железной дороги»                                             | 4 июня 2009      | |  |
|        | Памятная медаль «За строительство автодороги „АМУР“»                                                            | 20 апреля 2010   | |  |
|        | Юбилейный нагрудный знак «200 лет транспортному образованию России»                                             | 7 июля 2009      | |  |
|        | Юбилейный нагрудный знак «В память 200-летия Управления водяными и сухопутными сообщениями»                     | 7 июля 2009      | |  |
|        | Почётная грамота Министерства транспорта Российской Федерации                                                   | 18 октября 2005  | |  |
|        | Благодарность Министра транспорта Российской Федерации                                                          | 18 октября 2005  | |  |
|        | Почётный диплом Министерства транспорта Российской Федерации                                                    | 18 октября 2005  | |  |
|        | Медаль «За взаимодействие»                                                                                      | 30 сентября 2016 | Медалью «За взаимодействие» награждаются граждане Российской Федерации и иностранные граждане за активное взаимодействие с Министерством транспорта Российской Федерации в области развития транспорта и транспортной инфраструктуры Российской Федерации. |  |
|        | Памятный знак «95 лет гражданской авиации»                                                                      | 26 января 2018   | |  |

## Награды Министерства регионального развития Российской Федерации
| Медаль | Название | Дата учреждения | Описание |
| ------ | --- | --------------- | --- |
|        | Памятная медаль ФКУ «Дальневосточная дирекция Министерства регионального развития Российской Федерации» «Строителю объектов саммита АТЭС» | 9 августа 2012  | Памятная медаль ФКУ «Дальневосточная дирекция Министерства регионального развития Российской Федерации» «Строителю объектов саммита АТЭС» учреждена для награждаения граждан Российской Федерации и иностранных граждан, обеспечивающие выполнение проектно-изыскательских работ, проведение экспертизы проектной документации объектов Саммита АТЭС 2012, экспертное и научное сопровождение проектов, контроль за сроками выполнения работ на объектах Саммита АТЭС 2012, а также внёсшие значительный личный вклад в непосредственное строительство объектов Саммита АТЭС 2012 г. |

## Награды Министерства промышленности и торговли Российской Федерации
| Почётное звание | Название                                                                | Дата учреждения | Описание |
| --------------- | ----------------------------------------------------------------------- | --------------- | --- |
|                 | Почётное звание «Почётный машиностроитель»                              | 27 июня 2008    | Почётное звание «Почётный машиностроитель» присваивается федеральным государственным гражданским служащим Министерства промышленности и торговли Российской Федерации, Федерального агентства по техническому регулированию и метрологии и его территориальных органов, работникам подведомственных организаций, а также лицам, осуществляющим деятельность в установленной сфере деятельности Министерства промышленности и торговли Российской Федерации, за многолетний плодотворный труд, большой вклад в развитие машиностроения, создание конкурентоспособной, высокотехнологичной продукции и внедрение новой техники и новейших технологий с использованием передовых научных разработок в области нанотехнологии, успешную и эффективную научную, рационализаторскую и изобретательскую деятельность, разработку и осуществление мероприятий, направленных на повышение эффективности организации производства и качества выпускаемой продукции, широкое распространение передового опыта и проработавшим в отрасли не менее 15 лет. |
|                 | Почётное звание «Почётный авиастроитель»                                | 27 июня 2008    | Почётное звание «Почётный авиастроитель» присваивается федеральным государственным гражданским служащим Министерства промышленности и торговли Российской Федерации, Федерального агентства по техническому регулированию и метрологии и его территориальных органов, работникам подведомственных организаций, а также лицам, осуществляющим деятельность в установленной сфере деятельности Министерства промышленности и торговли Российской Федерации, за многолетний плодотворный труд, большой вклад в развитие авиастроения, создание конкурентоспособной, высокотехнологичной продукции и внедрение новой техники и новейших энергоэффективных, энергосберегающих и экологически чистых технологий с использованием передовых научных разработок в области нанотехнологии, за успешную и эффективную научную, рационализаторскую и изобретательскую деятельность, разработку и осуществление мероприятий, направленных на повышение эффективности организации производства и качества выпускаемой продукции, за значительный вклад в подготовку кадров для организаций авиационной промышленности, за развитие международного сотрудничества в области авиации, проработавшим в отрасли не менее 15 лет. |
|                 | Почётное звание «Почётный горняк»                                       | 27 июня 2008    | Почётное звание «Почётный горняк» присваивается рабочим, специалистам, служащим, руководителям организаций горнодобывающей и других отраслей промышленности, связанных с добычей полезных ископаемых, работникам центрального аппарата Министерства, Федерального агентства за заслуги и большой личный вклад в повышение качества, конкурентоспособности выпускаемой продукции, во внедрение новой современной техники и передовых технологий, разработку и осуществление мероприятий, направленных на повышение эффективности организации производства, широкое распространение передового опыта и проработавшим в отрасли не менее 15 лет, а для работников, непосредственно занятых на горных разработках, — не менее 10 лет. |
|                 | Почётное звание «Почётный металлург»                                    | 27 июня 2008    | Почётное звание «Почётный металлург» присваивается рабочим, специалистам, служащим, руководителям организаций металлургической отрасли и предприятий по вторичной переработке металла, работникам центрального аппарата Министерства, Федерального агентства за заслуги и большой вклад в развитие металлургической отрасли и предприятий по вторичной переработке металла, создание и внедрение новой современной техники и новейших энергоэффективных, энергосберегающих и экологически чистых технологий, успешную и эффективную научную, рационализаторскую и изобретательскую деятельность, разработку и осуществление мероприятий, направленных на повышение эффективности организации производства, широкое распространение передового опыта и проработавшим в отрасли не менее 15 лет, а для работников, непосредственно занятых с вредными условиями труда, — не менее 10 лет. |
|                 | Почётное звание «Почётный метролог»                                     | 27 июня 2008    | Почётное звание «Почётный метролог» присваивается специалистам, служащим, руководителям организаций, работникам центрального аппарата Министерства, Федерального агентства, проработавшим в области обеспечения единства измерений не менее 15 лет, добившимся высоких результатов и внёсшим значительный вклад в развитие метрологической службы, в создание и совершенствование эталонной базы страны, в разработку новых методов и средств измерений для обеспечения нужд народного хозяйства, экологии, здравоохранения, обороны и безопасности страны, в организацию и проведение государственного метрологического контроля и надзора, проведение международной деятельности в области метрологии. |
|                 | Почётное звание «Почётный работник лесной промышленности»               | 27 июня 2008    | Почётное звание «Почётный работник лесной промышленности» присваивается рабочим, специалистам, служащим, руководителям организаций лесной, целлюлозно-бумажной, деревообрабатывающей и лесохимической промышленности, работникам центрального аппарата Министерства, Федерального агентства за заслуги и большой вклад в развитие промышленности, создание внедрение новой конкурентоспособной техники, новейших энергоэффективных, энергосберегающих и экологически чистых технологий с использованием передовых научных разработок в области нанотехнологии, успешную и эффективную научную, рационализаторскую и изобретательскую деятельность, разработку и осуществление мероприятий, направленных на повышение эффективности организации производства, качества выпускаемой продукции, широкое распространение передового опыта и проработавшим в отрасли не менее 15 лет. |
|                 | Почётное звание «Почётный работник текстильной и лёгкой промышленности» | 27 июня 2008    | Почётное звание «Почётный работник текстильной и лёгкой промышленности» присваивается рабочим, специалистам, служащим, руководителям организаций текстильной и лёгкой промышленности, работникам центрального аппарата министерства, Федерального агентства за заслуги и большой вклад в создание конкурентоспособной продукции с использованием новейших энергоэффективных, энергосберегающих и экологически чистых технологий, успешную и эффективную научную, рационализаторскую и изобретательскую деятельность, разработку и осуществление мероприятий, направленных на повышение эффективности организации производства и качества продукции, широкое распространение передового опыта и проработавшим в отрасли не менее 15 лет. |
|                 | Почётное звание «Почётный судостроитель»                                | 27 июня 2008    | Почётное звание «Почётный судостроитель» присваивается рабочим, специалистам, служащим, руководителям организаций судостроительной промышленности, работникам центрального аппарата Министерства, Федерального агентства за заслуги и большой вклад в развитие судостроения, создание конкурентоспособной, высокотехнологичной продукции, внедрение новой техники и новейших энергоэффективных, энергосберегающих и экологически чистых технологий с использованием передовых научных разработок в области нанотехнологий, успешную и эффективную научную, рационализаторскую и изобретательскую деятельность, разработку и осуществление мероприятий, направленных на повышение эффективности организации производства и качества выпускаемой продукции, за заслуги и трудовые достижения в области охраны окружающей среды и экологии, за значительный вклад в подготовку кадров для организаций судостроительной промышленности, широкое распространение передового опыта и проработавшим в отрасли не менее 15 лет. |
|                 | Почётное звание «Почётный химик»                                        | 27 июня 2008    | Почётное звание «Почётный химик» присваивается рабочим, специалистам, служащим, руководителям организаций химической и нефтехимической отраслей, работникам центрального аппарата Министерства, Федерального агентства за достижение высоких производственных показателей, создание новейших энергоэффективных, энергосберегающих и экологически чистых технологий с использованием передовых научных разработок в области нанотехнологий, повышение эффективности производства и качества продукции и проработавшим в указанных отраслях промышленности не менее 15 лет, а для работников, непосредственно занятых на производствах с вредными условиями труда, — не менее 10 лет. |

## Награды Министерства цифрового развития, связи и массовых коммуникаций Российской Федерации
| Почётное звание | Название                         | Дата учреждения | Описание |
| --------------- | -------------------------------- | --------------- | --- |
|                 | Почётное звание «Мастер связи»   | 8 ноября 2016   | Звание «Мастер связи» является ведомственным знаком отличия, дающим право на присвоение звания «Ветеран труда». Звание присваивается федеральным государственным гражданским служащим, а также работникам и иным лицам сферы информационных технологий (включая использование информационных технологий при формировании государственных информационных ресурсов и обеспечение доступа к ним), электросвязи (включая использование и конверсию радиочастотного спектра) и почтовой связи, массовых коммуникаций и средств массовой информации, в том числе электронных (включая развитие сети «Интернет», систем телевизионного (в том числе цифрового) вещания и радиовещания и новых технологий в этих областях), печати, издательской и полиграфической деятельности, обработки персональных данных, управления государственным имуществом и оказания государственных услуг в сфере информационных технологий за успехи в совершенствовании социально-экономических программ, реализацию федеральных и региональных программ развития отрасли. |
|                 | Нагрудный знак «Почётный радист» | 14 марта 2007   | Знаком «Почётный радист» награждаются работники министерств, подведомственных им федеральных служб и агентств, а также предприятий, учреждений и организаций за достижения в области науки, техники, производства и эксплуатации радиотехники, организации связи и телерадиовещания и многолетний добросовестный труд. |

## Награды Министерства природных ресурсов и экологии Российской Федерации
| Медаль | Название                                                                               | Дата учреждения | Описание |
| ------ | -------------------------------------------------------------------------------------- | --------------- | --- |
|        | Почётный знак «За заслуги в заповедном деле» (с 16 февраля 2011 года — Нагрудный знак) | 8 октября 2002  | Почётным знаком «За заслуги в заповедном деле» награждаются работники территориальных органов Министерства природных ресурсов Российской Федерации, структурных подразделений Министерства, других органов исполнительной власти Российской Федерации и субъектов Российской Федерации, государственных природных заповедников, национальных парков, а также иных государственных и общественных организаций, внёсшие большой личный вклад в развитие заповедного дела, организацию системы особо охраняемых природных территорий, природоохранную, научно-исследовательскую и эколого-просветительскую деятельность государственных природных заповедников и национальных парков. |
|        | Знак «Отличник водного хозяйства»                                                      | 21 декабря 2006 | Нагрудным знаком «Отличник водного хозяйства» награждаются гражданские служащие аппарата Министерства природных ресурсов и экологии Российской Федерации, федеральных службы, федеральных агентств, находящихся в ведении Министерства, их территориальных органов, работники подведомственных организаций и иные лица, проработавшие в системе водного хозяйства не менее 10 лет, за большой вклад в дело рационального использования, воспроизводства и охраны водных ресурсов, восстановления водных объектов и обеспечения на этой основе населения и народного хозяйства качественной водой. |
|        | Знак «Почётный работник водного хозяйства»                                             | 21 декабря 2006 | Нагрудным знаком «Почётный работник водного хозяйства» награждаются гражданские служащие аппарата Министерства природных ресурсов Российской Федерации, федеральной службы, федеральных агентств, находящихся в ведении Министерства, их территориальных органов, работники подведомственных организаций и иные лица, проработавшие в системе водного хозяйства не менее 15 лет, за многолетний плодотворный труд и выдающиеся заслуги в области развития водного хозяйства, осуществления государственного контроля за использованием и охраной вод, восстановления водных ресурсов; внедрения достижений научно-технического прогресса в практику водохозяйственных работ, обучения и подготовки специалистов водного хозяйства, успешного сотрудничества с зарубежными странами в области водного хозяйства. |
|        | Почётный знак «За отличие в службе»                                                    | 16 февраля 2011 | Почётным знаком «За отличие в службе» награждаются гражданские служащие центрального аппарата Министерства природных ресурсов и экологии Российской Федерации, федеральных служб и федеральных агентств, находящихся в его ведении, их территориальных органов, проработавшие на государственной службе не менее 5 лет, за безупречную и эффективную государственную гражданскую службу. |
|        | Нагрудный знак «Отличник охотничьего хозяйства»                                        | 16 февраля 2011 | |
|        | Нагрудный знак «Почетный работник охотничьего хозяйства»                               | 16 февраля 2011 | |
|        | Почётная грамота                                                                       | 16 февраля 2011 | |
|        | Нагрудный знак «Отличник охраны природы»                                               | 16 февраля 2011 | |
|        | Нагрудный знак «Отличник разведки недр»                                                | 16 февраля 2011 | |
|        | Нагрудный знак «Ветеран водного хозяйства»                                             | 16 февраля 2011 | |
|        | Нагрудный знак «Почётный работник леса»                                                | 16 февраля 2011 | |
|        | Нагрудный знак «Почётный работник охраны природы»                                      | 16 февраля 2011 | |
|        | Нагрудный знак «Первооткрыватель месторождения»                                        | 16 февраля 2011 | Нагрудным знаком "Первооткрыватель месторождения" награждаются лица, открывшие и (или) разведавшие имеющее промышленную ценность неизвестное ранее месторождение, а также выявившие дополнительные запасы полезных ископаемых в новых, имеющих самостоятельное значение залежах, рудных телах и участках или новое минеральное сырье в ранее известном месторождении, существенно увеличивающие его промышленную ценность. |
|        | Нагрудный знак «Почётный разведчик недр»                                               | 16 февраля 2011 | |

## Награды Федеральной службы Российской Федерации по контролю за оборотом наркотиков
| Медаль | Название                                                   | Дата учреждения | Описание |
| ------ | ---------------------------------------------------------- | --------------- | --- |
|        | Почётное звание «Почётный сотрудник органов наркоконтроля» | 28 июня 2005    | |
|        | Медаль «За отличие в службе в органах наркоконтроля»       | 28 июня 2005    | I, II, III степени |
|        | Медаль «За содействие органам наркоконтроля»               | 28 июня 2005    | Награждаются лица, оказывающие содействие органам наркоконтроля в решении возложенных на них задач. |
|        | Медаль «За заслуги в оперативно-розыскной деятельности»    | 24 июля 2013    | Награждаются сотрудники за высокие результаты, отвагу и самоотверженность при проведении оперативно-розыскных мероприятий, имеющие стаж службы (выслугу лет) в ФСКН не менее 10 лет в календарном исчислении и награждённые медалью «За отличие в службе в органах наркоконтроля» I, II, III степени. |
|        | Медаль «За заслуги в расследовании»                        | 24 июля 2013    | Награждаются сотрудники за раскрытие и расследование преступлений, пресечения деятельности организованных групп и преступных сообществ, за внедрение в следственную деятельность современных методов, имеющие стаж службы (выслугу лет) в ФСКН не менее 10 лет в календарном исчислении и награждённые медалью «За отличие в службе в органах наркоконтроля» I, II, III степени. |
|        | Медаль «За заслуги в мероприятиях специального назначения» | 24 июля 2013    | Награждаются сотрудники за отвагу и самоотверженность, проявленные при проведении мероприятий с применением сил и средств, в условиях сопряжённых с риском для жизни, а также инициативные и решительные действия при их проведении, имеющие стаж службы (выслугу лет) в ФСКН не менее 10 лет в календарном исчислении и награждённые медалью «За отличие в службе в органах наркоконтроля» I, II, III степени. |
|        | Медаль «За заслуги в управленческой деятельности»          | 24 июля 2013    | Награждаются сотрудники, замещающие должности от заместителей начальников структурных подразделений, за высокие показатели в оперативно-следственной деятельности соответствующего подразделения, внедрение новых подходов в решении оперативных задач, имеющие стаж службы (выслугу лет) в ФСКН не менее 10 лет в календарном исчислении. |
|        | Медаль «За трудовые заслуги»                               | 24 июля 2013    | Награждаются федеральные государственные гражданские служащие и работники ФСКН за достигнутые высокие показатели в служебной деятельности. Высшей степенью медали является I степень. Награждение производится последовательно, от низшей степени к высшей, при условии наличия стажа работы в ФСКН не менее 10 лет (II степень), 20 лет (I степень). |
|        | Памятный знак «За заслуги»                                 | 27 апреля 2005  | Награждаются: сотрудники, федеральные государственные гражданские служащие, работники органов наркоконтроля, внесшие значительный вклад в развитие, становление и функционирование органов наркоконтроля; сотрудники, уволенные из органов наркоконтроля, внесшие значительный вклад в развитие, становление и функционирование органов наркоконтроля; лица, оказывающие содействие органам наркоконтроля в решении возложенных задач. Лицами, оказывающими содействие органам наркоконтроля могут быть граждане Российской Федерации, иностранные граждане и лица без гражданства. |

## Награды Федеральной службы по экологическому, технологическому и атомному надзору
| Медаль | Название                                         | Дата учреждения      | Примечания                                                                                    |
| ------ | ------------------------------------------------ | -------------------- | --------------------------------------------------------------------------------------------- |
|        | Медаль им. Якова Брюса                           | 9 августа 2016 года  | Высшая ведомственная награда Ростехнадзора, дающая право на присвоение звания «Ветеран труда» |
|        | Медаль им. Мельникова Л. Г.                      | 9 сентября 2009 года |                                                                                               |
|        | Медаль им.академика Александрова А. П.           | 9 сентября 2009 года |                                                                                               |
|        | Юбилейная медаль «295 лет Ростехнадзору»         | 22 ноября 2014 года  | Юбилейная                                                                                     |
|        | Юбилейная медаль «290 лет Ростехнадзору»         | 9 сентября 2009 года | Юбилейная                                                                                     |
|        | Почётная грамота Ростехнадзора                   | 9 сентября 2009 года |                                                                                               |
|        | Благодарность Ростехнадзора                      | 29 апреля 2014 года  |                                                                                               |
|        | Почётный знак «Почётный работник Ростехнадзора»  | 9 сентября 2009 года | Нагрудный знак к почётному званию                                                             |
|        | Почётный знак «Почётный инспектор Ростехнадзора» | 9 сентября 2009 года | Нагрудный знак к почётному званию                                                             |